# Nomada adducta
Nomada adducta är en biart som beskrevs av Cresson 1878. Nomada adducta ingår i släktet gökbin, och familjen långtungebin. Inga underarter finns listade i Catalogue of Life.